# Cerro Jaña
Der Cerro Jaña ist ein 73 m hoher Hügel auf der Livingston-Insel im Archipel der Südlichen Shetlandinseln. Er ragt 180 m südwestlich des Cerro Puelche auf der Ostseite des Kap Shirreff am nördlichen Ende der Johannes-Paul-II.-Halbinsel auf.
Chilenische Wissenschaftler benannten ihn nach Ricardo Jaña Obregónder vom Instituto Antártico Chileno, der 1991 geodätische und kartografische Arbeiten am Kap Shirreff durchgeführt hatte.